# Ligne de Segré à Nantes-État
La ligne de Segré à Nantes-État est une ancienne ligne de chemin de fer française à écartement standard et à voie unique non électrifiée reliant Segré (Maine-et-Loire) à Nantes (Loire-Atlantique), en région Pays de la Loire.
Elle constitue la ligne 457 000 du réseau ferré national.

## Histoire
La loi du 17 juillet 1879 (dite plan Freycinet) portant classement de 181 lignes de chemin de fer dans le réseau des chemins de fer d’intérêt général retient en n° 60, une ligne de « Nantes à Segré ».
Une ligne de Nantes à Segré par Carquefou et Candé a été déclarée d'utilité publique à titre d'intérêt général par le décret du 18 juillet 1879.
La ligne est concédée par l'État à la Compagnie des chemins de fer de l'Ouest par une convention signée entre le ministre des Travaux publics et la compagnie le 17 juillet 1883. Cette convention est approuvée par une loi le 20 novembre suivant. La convention prévoit l'achèvement par l'État des travaux de construction qu'il a commencés antérieurement sur la section initialement non concédée de Segré à Candé, avant sa remise à la compagnie.
La ligne a été mise en service en deux étapes : de Segré à Saint-Mars-la-Jaille le 10 août 1884 et de Saint-Mars-la-Jaille à Nantes-État le 18 mai 1885.
Le tracé de cette ligne a été modifié en 1960, sur l'actuelle île de Nantes : celle-ci venant de la gare de Nantes via boulevard Vincent-Gâche après avoir traversé le boulevard des Martyrs-Nantais-de-la-Résistance par l'intermédiaire d'un passage à niveau, empruntait également la partie orientale du boulevard Babin-Chevaye sur son accotement sud, avant de bifurquer par l'actuelle rue Paul-Nizan pour rejoindre la gare de l'État. C'est pour supprimer cet inconvénient constituant de plus un problème pour la circulation automobile entre les deux rives de la Loire qu'un nouveau tracé plus au Sud fut adopté, emprunté également par la Ligne de Nantes-État à La Roche-sur-Yon par Sainte-Pazanne, évitant du coup les rebroussements en gare de l'État et faisant traverser les boulevards Général-De-Gaulle, des Martyrs-Nantais-de-la-Résistance, Victor-Hugo et Benoni-Goullin par l'intermédiaire de ponts.
La ligne sera finalement fermée au service voyageur en 1939 et restera exploitée pour le fret jusqu'au 1er mai 1989, avant d'être déclassée en totalité (hormis pour le tronçon Nantes - Carquefou, où subsiste une activité de fret jusqu'en 2011). 

## Voie verte
Au-delà de la gare de Carquefou, l'ancienne plate-forme de la voie a été reconvertie en voie verte jusqu'à Saint-Mars-la-Jaille, prolongée en 2022 jusqu'à Freigné, en cours d'aménagement à la fin de 2023 jusqu'à Candé.
La liaison jusqu'à Segré est en projeẗ.
Au mois de juillet 2012, les travaux d'aménagement de la ligne de tram-train de Nantes à Châteaubriant aux abords de la gare de Doulon, entre les passages à niveau PN 308 (boulevard de Doulon) et PN 310 (rue du Landreau), affecte également la ligne par la réorganisation des plans de voies sur ce secteur, notamment entre les PN 308 et PN 309 (boulevards Auguste-Péneau et Louis-Millet). En effet, à cet endroit, ces deux axes empruntaient une même section de voie sur une centaine de mètres (situation engendrée par la construction dans les années 1960 de deux maisons sur une partie des emprises ferroviaires). La démolition de ces deux bâtisses a supprimé ce goulet d'étranglement et rétablit la situation d'origine par la construction de deux voies parallèles distinctes sur cette section.

### Dates de déclassement
- De Segré à Candé (PK 314,687 à 334,025) : 26 juillet 1973[10].
- De Candé à Freigné (PK 334,025 à 345,614) : 18 septembre 1992[11].
- De Freigné à Carquefou (PK 345,614 à 386,710) : 10 novembre 1993[12].

## Les projets
La ligne ferait actuellement l'objet d'étude de faisabilité, concernant la remise en service d'une desserte voyageurs d'ici quelques années, entre Nantes et Carquefou dans le cadre d'un tram-train et nécessitant notamment son électrification au-delà des abords de la gare de Nantes.
Le 24 avril 2019, la ministre des Transports Élisabeth Borne annonce le projet de la mise en place d'une navette autonome entre la gare de Doulon et celle de Carquefou, sur la section désaffectée de l'ancienne plate-forme ferroviaire qui sera préalablement déferrée pour être transformée en voie routière exclusivement dédiée à la circulation de ces véhicules. Ce nouveau transport collectif convoiera jusqu'à 300 passagers par heure (en heure de pointe) sur une distance de plus de 7 km.